# Горнергратбан

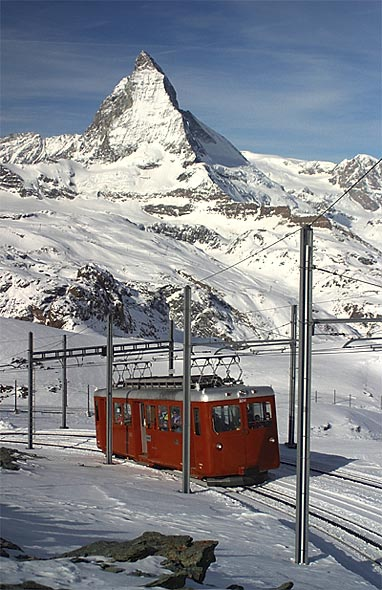
Вагон на підйомі на Горнерграт, на задньому плані Матергорн

46°01′25″ пн. ш. 7°44′59″ сх. д. / 46.02361111° пн. ш. 7.74972222° сх. д.
Горнергратбан (нім. Gornergratbahn) — зубчаста залізниця, завдовжки 9 км і шириною колії 1000 мм. Сполучає Церматт у кантоні Вале, Швейцарія (висота 1604 м) з гірським пасмом Горнерграт (висота 3 089 м). Друга за висотою (після Юнгфраубан) залізниця в Європі. Одна з основних туристичних визначних пам'яток Церматта.

## Історія
У 1892 році була видана концесія на будівництво залізниці, будівельні роботи почалися у 1896 році, залізницю введено в експлуатацію 20 серпня 1898 року. Залізниця була побудована як вузькоколійна, з шириною колії 1000 мм, електрифікована змінним струмом. Так як максимальний похил становить 20 %, рухомий склад був обладнаний рейковою передачею системи Абта. Горнерграт — перша електрифікована зубчаста залізниця Швейцарії. На станції Церматт залізниця має з'єднання з Матергорн-Готтард-бан, проте наскрізний рух пасажирських поїздів відсутній, потрібна пересадка.
У 1909 році залізниця була продовжена на 310 м. До 1928 року залізниця функціонувала тільки влітку, і навіть після цього взимку поїзда спочатку прямували лише до станцій Ріффельальп або Ріффельбоден, вище схили були занадто лавинонебезпечні. У 1939 році почалися роботи з будівництва лавинної галереї завдовжки 770 м. У 1942 році було відкрито цілорічний рух (при добрих погодних умовах) до станції Горнерграт.
До 1997 року залізницею керувала компанія Gornergrat-Bahn-Gesellschaft, яка в цьому році була перетворена у Gornergrat-Monte Rosa-Bahnen, з 1 квітня 2005 року — Gornergrat Bahn AG. У травні 2005 року компанія BVZ Holding, вже володіла ділянкою від Церматта до Бріг, придбала 44,3 % акцій, і у вересні 2005 року Gornergrat Bahn AG була перетворена в дочірню компанію BVZ Holding.

## Маршрут
На лінії є декілька зупинних пунктів
| Станція      | Відстань | Висота (над рівнем моря) | Примітки                                                        |
| ------------ | -------- | ------------------------ | --------------------------------------------------------------- |
| Церматт      | 0        | 1 605 м                  | Сполучення з Матергорн-Готтард-бан й Фунікулер Церматт–Зуннегга |
| Фіндельбах   | 1,75 км  | 1 770 м                  |                                                                 |
| Ріффельальп  | 4,03 км  | 2 211 м                  | Гейт з Трамвай у Риффельальп, що прямує до курорту Ріффельальп  |
| Ріффельбоден | 6,47 км  | 2 582 м                  | З тризірковим готелем                                           |
| Ріффельберг  | 7,91 км  | 2 815 м                  |                                                                 |
| Горнерграт   | 9,34 км  | 3 089 м                  | З тризірковим готелем й обсерваторією                           |

## Інфраструктура
У Церматт розташоване депо, з'їзд в яке знаходиться за 380 м від станції Церматт.
На лінії розташовані два мости (обидва між Церматтом і Фіндельбахом), чотири тунелі (найдовший — 179 м), всі між Фіндельбахом і Риффельальпом, і крита галерея завдовжки 770 м між Ріффельбоденом і Ріффельберге.
Від станції Ріффельальп прямує найвисокогірніша лінія трамваю завдовжки 675 м, що сполучає станцію і готель Риффельальп.

## Рухомий склад
Лінія використовує наступний рухомий склад:
| Фото | Номер     | Позначення | Рік     |
| ---- | --------- | ---------- | ------- |
|      | 3001/3003 | He 2/2     | 1898    |
|      | 3015      | Dhe 2/4    |         |
|      | 3017      | Xhe 2/4    |         |
|      | 3019-3022 | Bhe 2/4    | 1947-61 |
|      | 3041-3044 | Bhe 4/8    | 1965-75 |
|      | 3051-3054 | Bhe 4/8    | 1993    |
|      | 3061-3062 | Bhe 4/4    | 1981    |
|      | 3081-3084 | Bhe 4/6    | 2006    |

Залізницю зазвичай обслуговують двовагоні потяги, пасажиропотік приблизно 2500 осіб на годину з Церматта на гірську вершину.

## Галерея

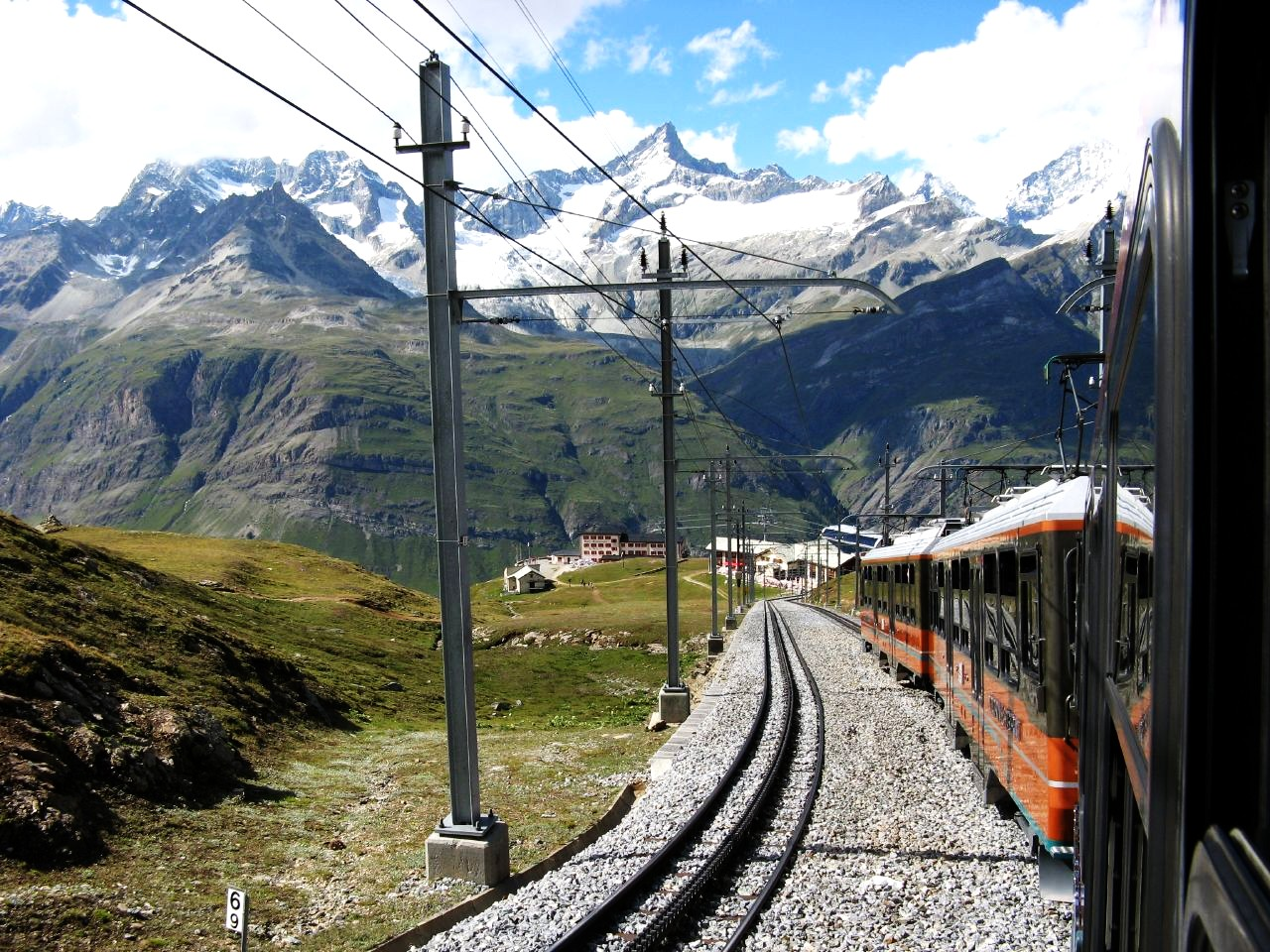
Над Ріффельбергом
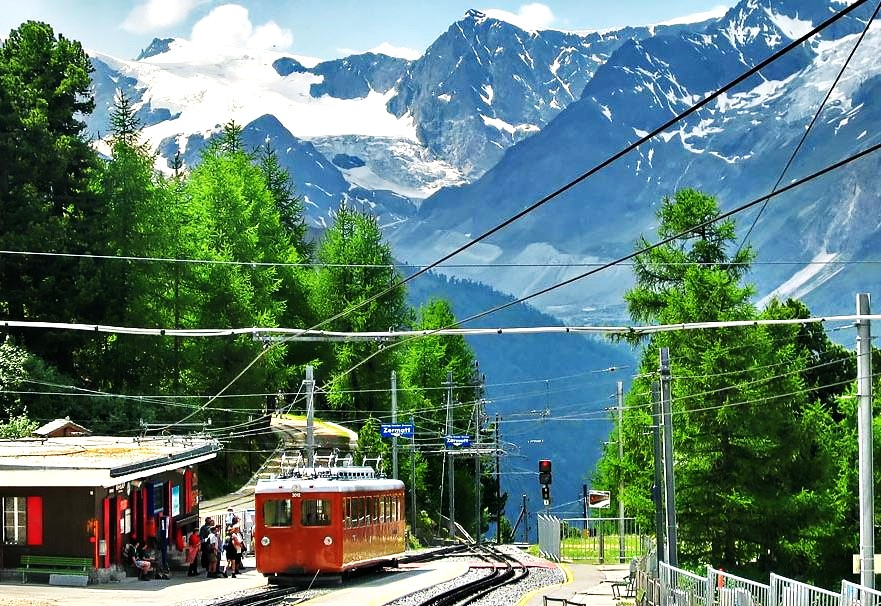
Проміжна станція Ріффельальп. Зліва, поруч з будівлею станції, колія Трамваю у Риффельальп
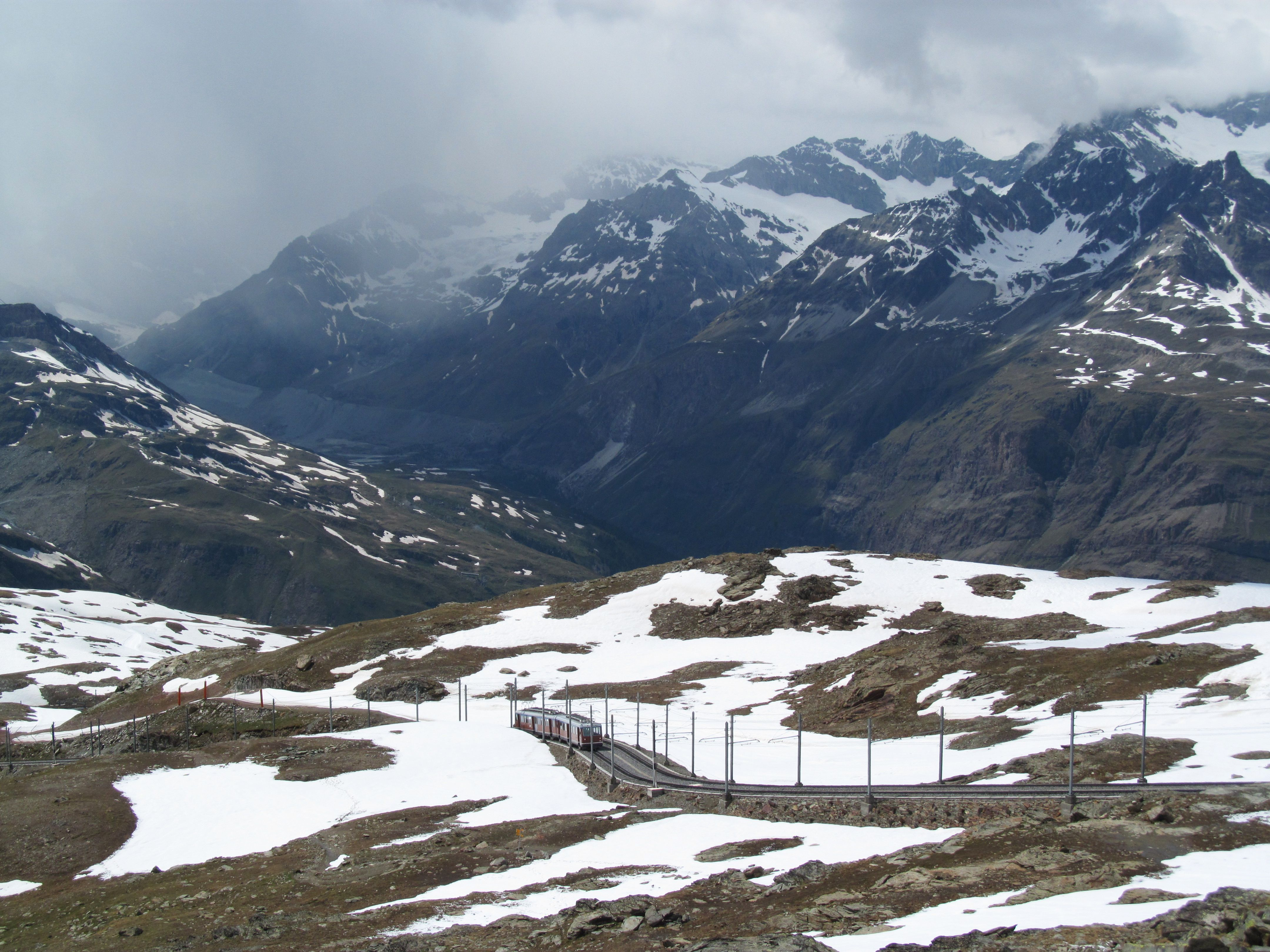
Над Ротенбоденом
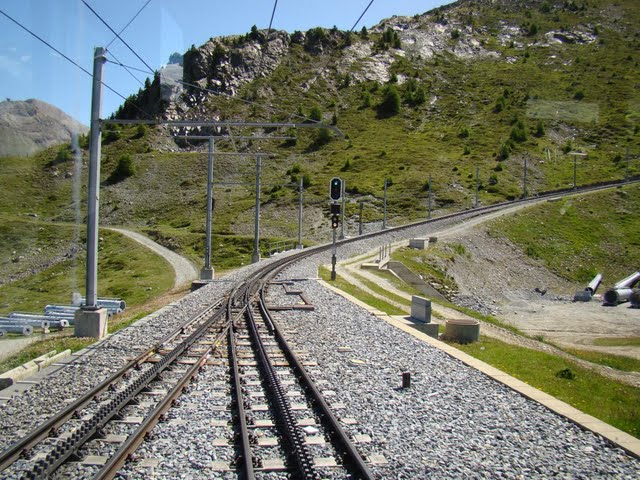
Точка перемикання
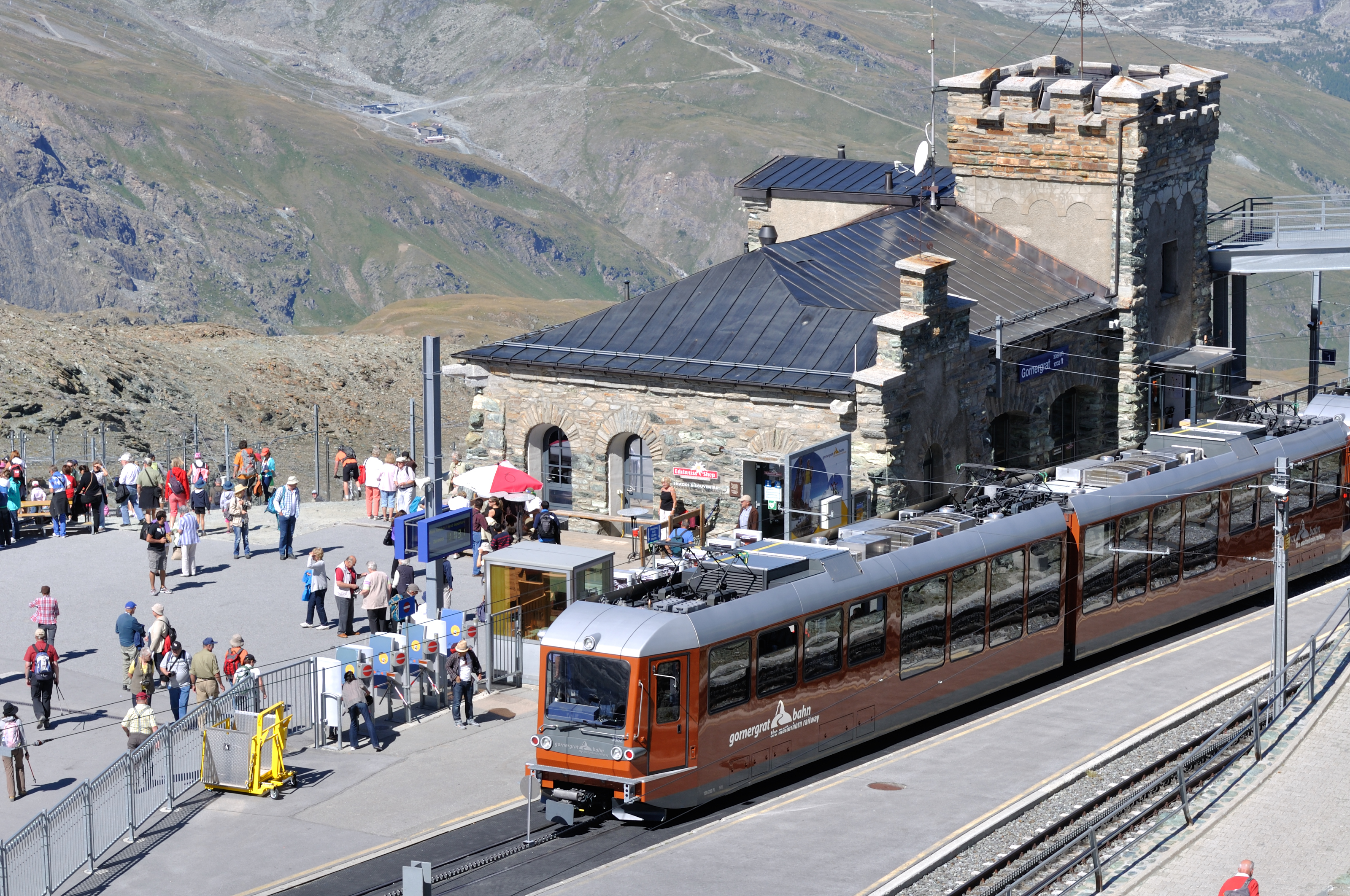
Будівля станції Горнерграт
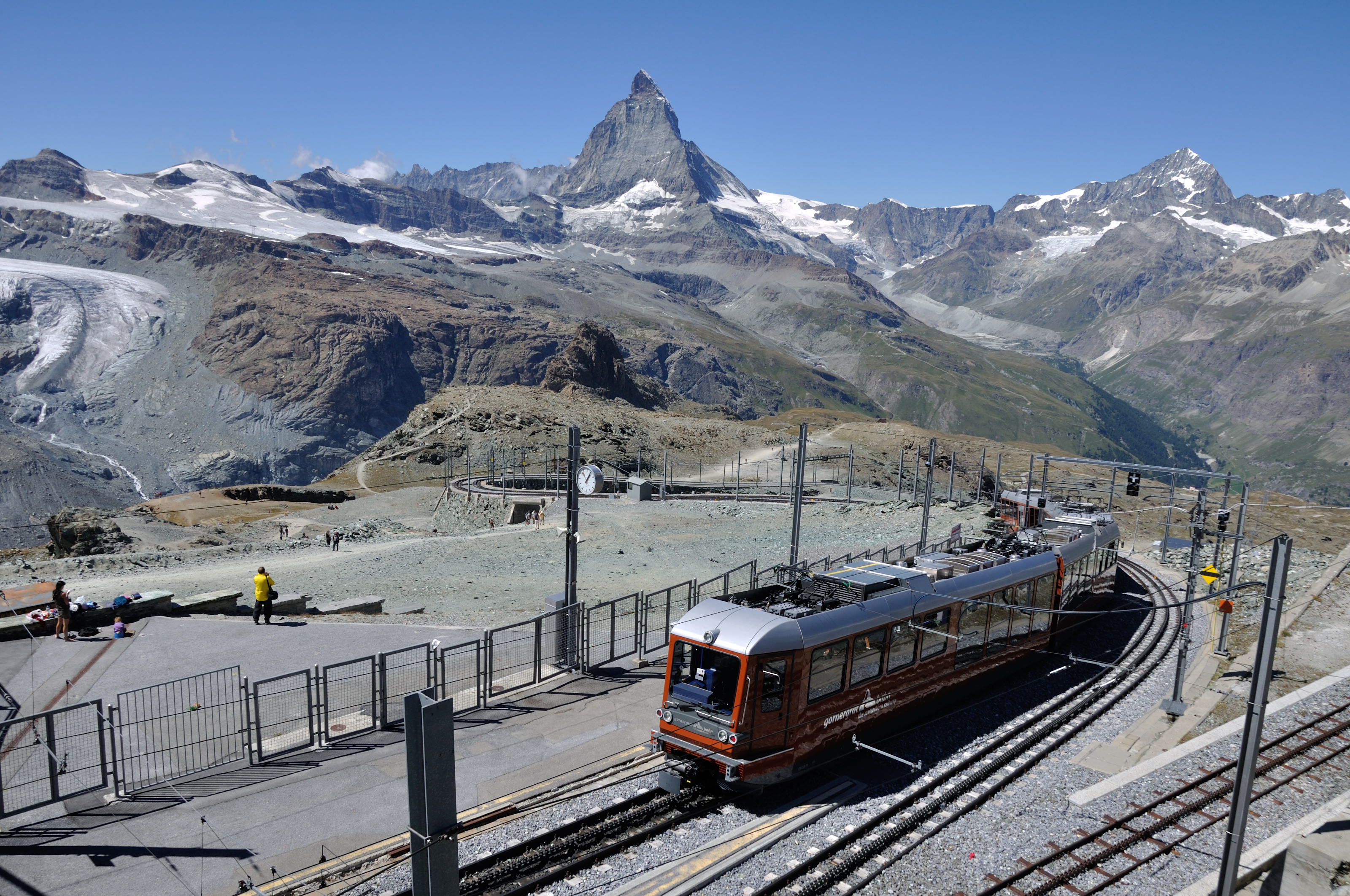
Потяг заходить на станцію Горнерграт
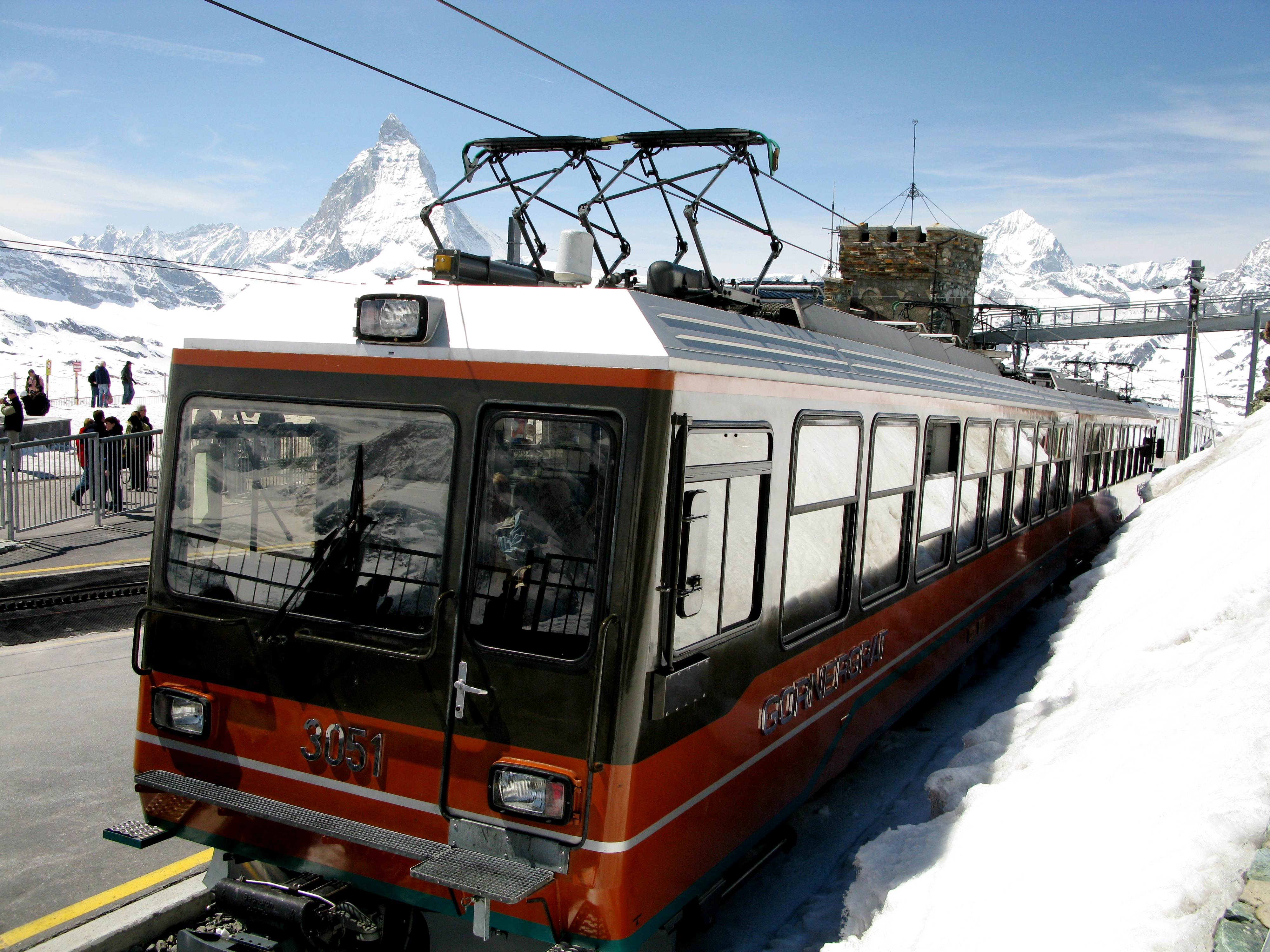
Кінцева станція Горнерграт; у потяга два пантографа для трифазного струму